# Anwar Tawfik
Anwar Tawfik (in arabo نور توفيق‎?; 31 luglio 1914 – ...) è stato uno schermidore egiziano, vincitore di una medaglia di bronzo ai campionati mondiali di scherma.